# Ястреб (Болгария)
Ястреб (болг. Ястреб) — село в Болгарии. Находится в Кырджалийской области, входит в общину Кырджали. Население составляет 368 человек.

## Политическая ситуация
В местном кметстве Ястреб, в состав которого входит Ястреб, должность кмета (старосты) исполняет Мустафа Хабил Джафер (Движение за права и свободы (ДПС)) по результатам выборов правления кметства.
Кмет (мэр) общины Кырджали — Хасан Азис (Движение за права и свободы (ДПС)) по результатам выборов в правление общины.